# Грегоріо Гомес Альварес
Грегоріо Альварес Гомес Мундблід (ісп. Gregorio Álvarez Gómez Mundblid, 29 грудня  1927 — 11 червня 1988) — мексиканський футболіст, що грав на позиції захисника, зокрема, за клуб «Гвадалахара», а також національну збірну Мексики.

## Клубна кар'єра
У футболі дебютував 1946 року виступами за команду «Тепатітлан», кольори якої захищав протягом двох років. 
1948 року перейшов до лав клубу «Гвадалахара», де затримався на шість сезонів.
Своєю грою за останню команду привернув увагу представників тренерського штабу клубу «Атлас», до складу якого приєднався 1954 року. Відіграв за «Атлас» наступні шість сезонів своєї ігрової кар'єри.
У 1960 році підписав контракт з командою «УНАМ Пумас», кольори якої захищав протягом восьми років. Закінчив кар'єру футболіста в 1968 році.

## Виступи за збірну
1949 року дебютував в офіційних матчах у складі національної збірної Мексики. Протягом кар'єри у національній команді провів у її формі 4 матчі, забивши 1 гол.
У складі збірної був учасником чемпіонату світу 1950 року у Бразилії, де зіграв з Югославією (1-4) і зі Швейцарією (1-2).
Помер 11 червня 1988 року на 61-му році життя.

## Титули і досягнення
- Переможець Чемпіонату НАФК: 1949